# Централни регион (Малави)
Централни регион (енг. Central Region) је један од три региона у Малавију. Има популацију од 5.491.034 становника (2008) и површину од 35.592 километара квадратних. Главни град региона је Лилонгве, који је уједно и главни град државе. 
Централни регион се граничи са Замбијом на северозападу, са Мозамбиком на југу, са језером Малави на истоку, са Северним регионом на северу и са Јужним регионом Малавија на југоистоку.

## Дистрикти
Од 27 дистрикта Малавија, девет припадају Централном региону.
- Дедза
- Дова
- Касунгу
- Лилонгве
- Мчинџи
- Нхотакота
- Нтчеу
- Нтчиси
- Салима